# Tullpaviljongen

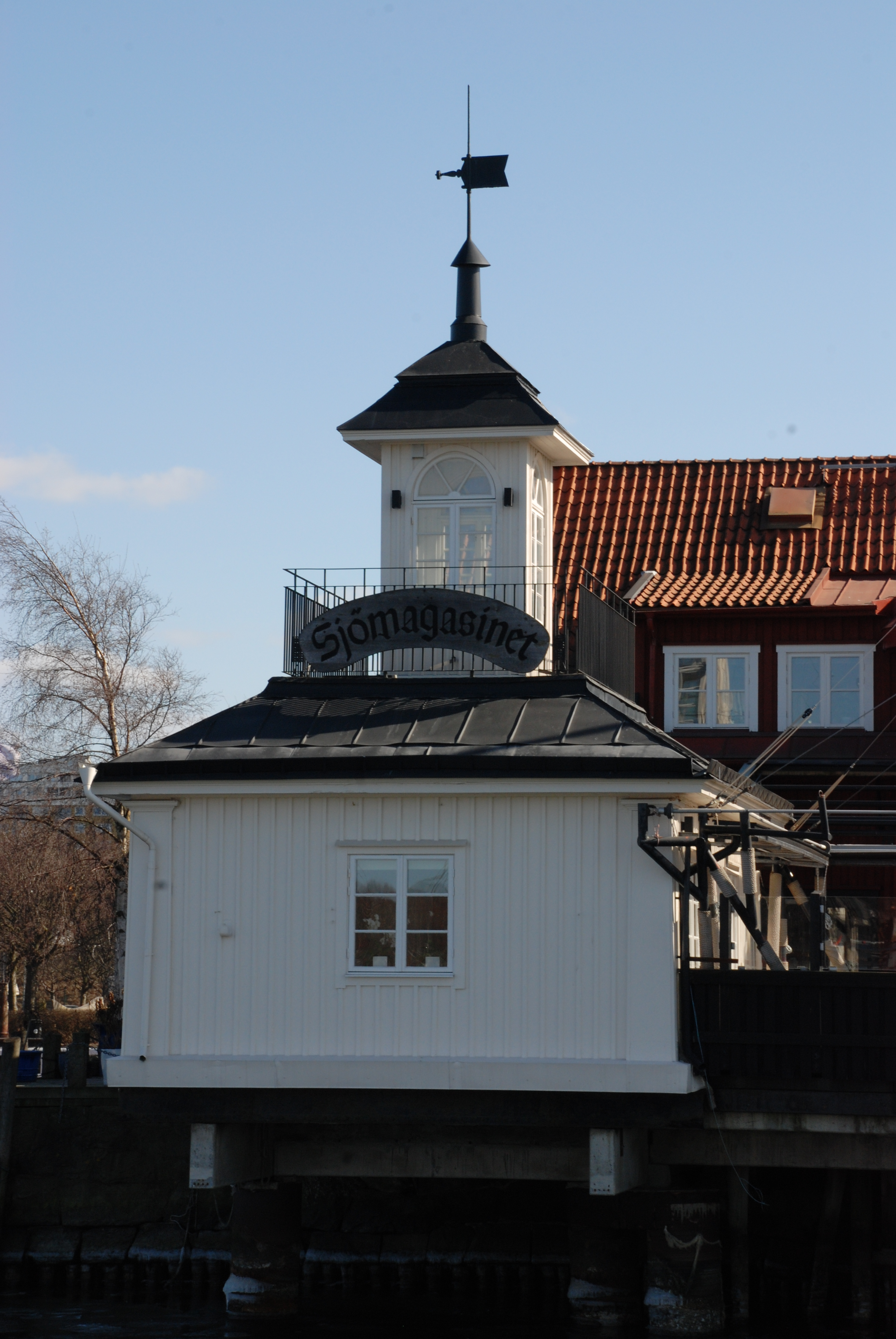
Tullpaviljongen är nu en del av Sjömagasinet.

Tullpaviljongen är en byggnad i Klippans kulturreservat i stadsdelen Majorna i Göteborg. Byggnaden uppfördes år 1919.
På 1870-talet byggdes en tullpaviljong på en pir ut från tullhuset på land, för att underlätta kontakten med båtarna. Den byggdes om år 1890 och ersattes med den nuvarande år 1919.
På 1970-talet behövde älven muddras för att Eriksbergsvarvets nybyggda supertankers skulle kunna sjösättas. Tullpaviljongen flyttades därför år 1975 till Adolf Edelsvärds gata och blev på 1980-talet en del av restaurang Sjömagasinet.

## Tullverksamheten i Klippan
Redan i samband med erövringarna av Älvsborgs slott 1563 och 1612 etablerade danskarna tullstationer i Klippan. Efter Göteborgs grundande år 1621 etablerades stadens tullverksamhet för större fartyg i Klippan år 1630, medan den för mindre fartyg skedde vid Stora Bommen. Tullverket blev en statlig myndighet år 1636 och tullstationen i Klippan kom att ingå bland verkets tullstationer.
Alla ostindiefarare som anlöpte Göteborg under Svenska Ostindiska Companiets tid mellan åren 1731 och 1813 kontrollerades av tullen i Klippan. Centraltullkammaren etablerades år 1727 i Radheska huset vid Norra Hamngatan/Smedjegatan och flyttade år 1867 till Tullpackhuset vid Packhusplatsen. Göta älv muddrades i mitten av 1800-talet, varvid större fartyg kunde gå längre upp i älven och därmed förlorade Klippan sin betydelse som omlastningshamn.
Efter Ostindiska Kompaniets konkurs år 1813 köptes Klippan in av Göteborgs stad och tullmyndigheten flyttade in i Röda Byggnaden år 1815. Tullen kom senare att etablera sig i den gamla magasinsbyggnaden, nuvarande Sjömagasinet. Tullstationen i Klippan blev obemannad den 1 juni 1971 och tullverksamheten i området upphörde några år senare.